# Blue Devil
Blue Devil (dt. "Blauer Teufel/Teufel in Blau") ist der Titel einer Reihe von Comicveröffentlichungen, die der US-amerikanische Verlag DC-Comics seit 1984 herausgibt.
Die humoristisch gefärbten Blue Devil Comics sind im Genre des Superhelden-Comics angesiedelt, einer amerikanischen Unterform des Science-Fiction/Fantasy-Comics. Charakteristisch für die Reihe war in der Vergangenheit vor allem die selbstironische, genreparodistische Annäherung an ihr Thema, den "ewigen Kampf" von Superhelden gegen Superschurken. Die Reihe markierte bei ihrem Ersterscheinen in den 1980er Jahren den Versuch, dem damals vor allem durch düstere Comics, die konzeptuell dem Zeitgeist der amerikanischen Comicbranche dieser Zeit, grim n' gritty waren, geprägten amerikanischen Comicmarkt "aufzuhellen", indem man der Idee des fun-Comics Vorschub leistete, indem man Comedy-Geschichten in der "Verpackung" einer Superhelden-Saga präsentierte.

## Veröffentlichungsdaten
Das erste Heft von Blue Devil kam im Juni 1984 als Ausgabe #1 einer auf unbegrenzte Laufzeit angelegten Serie auf den Markt. Danach wurde die Serie, deren Hefte in monatlichem Rhythmus erschienen, knapp zweieinhalb Jahre lang fortgesetzt, bis sie schließlich im Dezember 1986 mit Ausgabe #31 eingestellt wurde. Hinzu kam ein als Blue Devil Annual #1 betiteltes Sonderheft mit doppeltem Umfang, das 1985 publiziert wurde. Hinzu kam eine 1984 im hinteren Teil des Heftes Fury of Firestorm #24 veröffentlichte sechzehnseitige "Testgeschichte" um Blue Devil, die dem Start "seiner" eigenen Serie voranging.
Macher der Serie waren die Autoren Dan Mishkin und Gary Cohn, sowie der Zeichner Paris Cullins, die nicht nur das Konzept für Blue Devil entwickelten, sondern auch fast alle Hefte der Serie künstlerisch ausgestalteten.

## Handlung
Im Mittelpunkt von Blue Devil steht Dan Cassidy, einen Hollywood-Stuntman und Experte für Spezialeffekte, der durch einen Zufall mit einem wiederbelebten Dämonen namens Nebiros aneinandergerät. Da er zum Zeitpunkt ihres Kampfes für einen Szenendreh für einen Horrorfilm namens "Blue Devil" ein, auf lebensechter High-Tech basierendes, Filmkostüm trägt, das einen blauhäutigen Teufel darstellt, und ihm übermenschliche Kraft, Widerstandsfähigkeit und die Gabe Energiestöße abfeuern zu können, verleiht, kann Cassidy sich gegen Nebiros behaupten.
Zu seinem Entsetzen wird Cassidy im Verlaufe des Kampfes jedoch mit seinem Kostüm "verschmolzen", so dass er dieses nicht mehr ablegen kann und "der blaue Teufel" bleiben muss. Als Gefangener seines Kostüms versucht der geschäftstüchtige Cassidy das beste aus seiner Lage zu machen: Er spezialisiert sich beruflich darauf, in Horror- und Science-Fiction-Filmen aufzutreten und betätigt sich in seiner Freizeit als "nebenberuflicher Superheld": Dabei muss er es die meiste Zeit mit allerlei übernatürlichen Bedrohungen, wie Dämonen, mörderischen Robotern und ähnlichem mehr aufnehmen, die er fast magnetisch anzieht. Zusätzliche Pikanterie erhält Cassidys missliche Lage, im Körper eines Teufels gefangen zu sein, durch seinen festen katholischen Glauben.
Bei seinen Abenteuern unterstützt wird er von seiner Chefin, der Produzentin Marla Bloomberg, seiner Freundin, der Schauspielerin Sharon Scott und seinem Sidekick, Kid Devil (ab #14), alias Marlas Neffe Eddie Bloomberg. Hinzu kam der fintenreiche Filou Trickster, alias James Jesse, der erst als Gegner des blauen Teufels auftaucht, später jedoch sein Freund und Arbeitskollege als Stuntman wird.
In späteren Comics verkauft Cassidy seine Seele an den Dämonen Neron, stirbt bald darauf im Kampf mit diesem, als er versucht seine Seele zurückzugewinnen, und wird schließlich in der Hölle als wirklicher Dämon (anstatt als ein Mann, der in einer Dämonenverkleidung gefangen ist) wiedergeboren. In den darauf folgenden Jahren wurde der Charakter vor allem in der Teamserie JLA als Mitglied der gleichnamigen Gruppe von Superhelden verwendet. Im Kampf mit der Schurkin "The Mist" wird er dabei erneut getötet, kehrt später jedoch – durch ein Ritual des Zauberers Felix Faust, der ihn mit Hilfe seiner übergebliebenen Knochen aufs neue "beschwört" – abermals zurück, um fortan als Dämonenjäger andere Höllenkreaturen vom Angesicht der Erde zu "bannen".
In jüngerer Vergangenheit tauchte der "Blue Devil"-Charakter in allerlei Mystery-Comics auf, so als Mitglied der Sentinels of Magic, einem Team "magischer Helden", dem neben ihm noch die Figuren Ragman, Sentinel und Phantom Stranger angehören, sowie der obskuren Gruppe Shadowpact, einem Team von okkulten Detektiven, zu dem neben Cassidy unter anderem der sprechende Schimpanse Detective Chimp gehört.